# Talking in Your Sleep (musikalbum)
Talking in Your Sleep utkom den 2 maj 1988 och är det tredje  studioalbumet i följden av Lena Philipsson, där kombinerar hon sjungande på svenska och engelska. Albumet placerade sig som högst på nionde plats på den svenska albumlistan.
Låten Talking in Your Sleep blev en stor hit och låg på Trackslistan i två veckor under perioden 4-11 juni 1988, med sjätteplats som högsta placering där.

## Låtlista
| Nr | Låt                   | Musik                              | Text                           | Längd |
| -- | --------------------- | ---------------------------------- | ------------------------------ | ----- |
| 1  | Talking in Your Sleep | Lena Philipsson                    | Ingela Forsman                 |       |
| 2  | Säg, säg, säg         | Torgny Söderberg                   | Torgny Söderberg               |       |
| 3  | Ain't it Just the Way | Lena Philipsson                    | Ingela Forsman                 |       |
| 4  | The Key               | Errol Starr och Eddie Schwartz     | Errol Starr och Eddie Schwartz |       |
| 5  | I varje spegel        | Torgny Söderberg                   | Ingela Forsman                 |       |
| 6  | Never is a Long Time  | Per Gessle                         | Per Gessle                     |       |
| 7  | Om igen               | Bobby Ljunggren och Håkan Almqvist | Ingela Forsman                 |       |
| 8  | Sommarnatt            | Lasse Andersson                    | Ingela Forsman                 |       |
| 9  | Jag kan, jag vill     | Lena Philipsson                    | Lena Philipsson                |       |
| 10 | What Do You Know      | Anders Glenmark                    | Ingela Forsman                 |       |
| 11 | I'm a Fool            | Lena Philipsson                    | Lena Philipsson                |       |
| 12 | Vem skall sova över   | Torgny Söderberg                   | Torgny Söderberg               |       |
| 13 | Take it or Leave It   | Lasse Andersson                    | Per Gessle                     |       |

## Listplaceringar
| Lista (1988) | Topplacering |
| ------------ | ------------ |
| Sverige      | 9            |